# 中國公共採購
中國公共採購有限公司，簡稱中國公共採購（英語：China Public Procurement Limited，港交所：1094），於2009年4月20日，由新怡環球控股有限公司更名而設。
主席為程遠忠，總裁為閆威。
現時為中央企業的國采科技股份有限公司（由中國物流與採購聯合會、中國電子商會、東方盛業投資有限公司及北京國發創業投資管理有限公司組成）旗下，主要業務為資訊科技業務，包括供系統整合服務、設施管理服務及經營資訊科技相關業務。
總部位於香港灣仔告士打道88號其昌中心18樓1802室。

## 連結
- CPPHK.com